# Java Native Interface
Pour les articles homonymes, voir JNI.
La JNI (Java Native Interface) est une bibliothèque logicielle d'interfaçage, intégrée nativement au JDK de Java, qui permet au code Java s'exécutant à l'intérieur de la JVM d'appeler et d'être appelé par des applications natives (c'est-à-dire des programmes spécifiques au matériel et au système d'exploitation de la plate-forme concernée), ou avec des bibliothèques logicielles basées sur d'autres langages (C, C++, assembleur, etc.).
Voici quelques exemples d'utilisation de JNI :
- Certaines fonctions du matériel ou du système d'exploitation ne sont pas gérées dans les bibliothèques Java ;
- Pouvoir s'interfacer avec des applications écrites dans d'autres langages ;
- Pour les applications temps réel, utiliser un langage compilé (c'est-à-dire du code natif) sera plus rapide que de passer par le bytecode de Java.

## Complexité de la programmation
Le ramasse-miettes ne fonctionne pas pour les fonctions JNI[réf. souhaitée], donc le programmeur doit être rigoureux dans sa programmation.
Interfacer JNI est moins complexe avec un langage qui utilise déjà des objets (comme le C++), alors qu'à l'opposé des langages comme le C n'ont pas de concept d'objet et rendent la programmation plus ardue.

## Fonctionnement de JNI
Quand la JVM appelle une fonction JNI, elle lui passe en paramètre deux pointeurs Java, le premier sur un objet de type JNIEnv, l'autre sur un objet quelconque.
Voici un exemple type d'appel d'une fonction JNI.
```
 
JNIEXPORT
 
void
 
JNICALL
 
Java_ClassName_MethodName

   
(
JNIEnv
 
*
env
,
 
jobject
 
obj
)

 
{

     
//Implement Native Method Here

 
}

```

Le pointeur env est une structure qui contient l'interface vers la JVM. Il inclut toutes les fonctions nécessaires pour interagir avec la JVM et travailler avec les objets Java.
Voici des exemples de fonction JNI : conversion de tableaux Java en tableaux natifs, de chaîne de caractères Java en chaîne de caractères native, instancier des objets, gérer des exceptions.

### Correspondance des types
Le tableau suivant donne les principaux exemples de correspondance entre les types Java et les types natif du C.
| Type Java | Type natif C         | Description                   | Signature du type |
| --------- | -------------------- | ----------------------------- | ----------------- |
| boolean   | unsigned char        | booléen (faux=0)              | Z                 |
| byte      | signed char          | entier signé sur 8 bits       | B                 |
| char      | unsigned short       | entier sans signe sur 16 bits | C                 |
| short     | short                | entier signé sur 16 bits      | S                 |
| int       | int                  | entier signé sur 32 bits      | I                 |
| long      | long long ou __int64 | entier signé sur 64 bits      | J                 |
| float     | float                | nombre flottant sur 32 bits   | F                 |
| double    | double               | nombre flottant sur 64 bits   | D                 |